# Roger Beuchat
Pour les articles homonymes, voir Beuchat (homonymie).
Roger Beuchat (né le 2 janvier 1972 à Court) est un ancien coureur cycliste professionnel suisse.

## Biographie
Professionnel de 1998 à 2011, il a successivement couru pour les formations Post Swiss, Phonak, Vini Caldirola, Barloworld, LPR, Serramenti PVC Diq., Stegcomputer-Neotel et CKT TMIT-Champion System.
Son palmarès comprend plusieurs victoires. Il s'est notamment imposé sur des courses d'un jour ou des épreuves par étapes comme le Grand Prix de Genève et du Tour du Jura qu'il gagne en 2001 et le Tour de Corée qu'il s'adjuge en 2009. Il a aussi remporté des étapes sur le Tour du Poitou-Charentes et le Tour de Hesse en 2000.

## Palmarès et résultats

### Palmarès par année
- 2000
  - 1er étape du Tour de Suisse Méridionale
  - 2e étape du Tour du Poitou-Charentes
  - 2e étape du Tour de Hesse
  - 3e du Tour de Suisse Méridionale
  - 3e du championnat de Suisse sur route
- 2001
  - Grand Prix de Genève
  - Tour du Jura
  - 3e du Tour du lac Léman
- 2002
  - 2e du championnat de Suisse sur route
- 2003
  - 2e du championnat de Suisse sur route
- 2004
  - 3e de la Course de la Paix
- 2005
  - Critérium de Cartigny
- 2006
  - Silenen-Amsteg-Bristen
  - Coire-Arosa
  - 3e du Tour du lac Majeur
- 2009
  - Tour de Corée
  - Tour du Jura
- 2010
  - Coire-Arosa
  - 2e de Martigny-Mauvoisin
  - 3e du championnat de Suisse de la montagne

### Classements mondiaux
| Année           | 2005 | 2006 | 2007  | 2008 | 2009 | 2010  | 2011  |
| --------------- | ---- | ---- | ----- | ---- | ---- | ----- | ----- |
| UCI Asia Tour   |      | 226e |       |      | 43e  | 151e  | 264e  |
| UCI Europe Tour | 579e | 681e | 1351e | 467e | 271e | 1055e | 1222e |